# 2012年中国渔船遭朝鲜劫持事件
2012年中国渔船遭朝鲜劫持事件，是指2012年5月8日，中国大陆辽宁省丹东市的三艘渔船辽丹渔23979船、辽丹渔23528船、辽丹渔23536船在东经123度57分、北纬38度05分黄海海域被朝鲜军方抓扣的事件，2012年5月20日，人质放回。

## 事件背景
20世纪50年代到70年代，中国全民皆兵，渔民出海配有武器装备，有机关炮、迫击炮和火箭筒等，因此未曾受到他国欺负。
1980年代，改革开放之后，中国国家政策由攘外变为安内，提出“和平共处五项原则”，渔民自卫武器全部被收缴，“后来，渔船被扣事件逐渐增多，就因为“他们手里都有枪，咱老百姓啥都没”。
2010年6月4日，辽宁省丹东市居民因为涉嫌越境从事边贸活动被朝鲜边防军开枪扫射，3人当场死亡，1人重伤。
辽宁社会科学院教授吕超向媒体透露：“由于我们辽宁地区或者山东渔民，经常在黄海捕鱼，经常受到朝鲜方面的军警的劫掠。另外，有些渔民由于惧怕敲诈勒索，不敢出海的时候，有的时候他们（朝鲜方面）还会派一些他们在中国的代言人，给他们办事儿的人，到中国的渔民这来兜售所谓的捕捞证，一个证从几万元到10几万元——兜售捕捞证，渔民拿着证到海域去捕鱼，他们就不再抢劫。”

## 事件经过
2012年5月8日，三艘中国拖网渔船在黄海海域捕鱼作业，随后被朝鲜小炮艇抓捕扣押，带回朝鲜本土，一共劫持中国籍渔民29人。部分亡命而归的渔民随后迅速向大连市海警一支队、丹东市海警二支队、沈阳武警边防总队、丹东市渔港监督局等一系列的部门报案。
2012年5月9日上午，朝鲜方胁迫中国渔民通过卫星电话和家人取得联系，表示他们已经被押送到朝鲜本土，同时要求三艘渔船的户主每家40万元，共计120万人民币汇款到朝鲜才肯放人放船。 同时他们在电话中表示朝鲜方不给他们温饱食物，每天只给一个窝窝头，而且不准他们休息，把他们羁押在10平方米的小屋里。 朝鲜军方拿印制有朝鲜文和中文的文件胁迫船长签字画押，承认中国侵犯朝鲜领海主权，船长申辩，结果被朝鲜军方用拳脚、敲棒和敲杠毒打，最后，船长韩刚不得已签字画押承认侵略朝鲜领海主权，随后朝鲜军方命令船上中国人把船上的物资都卸载下来，只留下大米和食用油。
2012年5月11日，被抓渔民再次通过卫星和家人沟通，朝鲜方把价格降到每家30万元，并且表示5月13日为最后期限。
2012年5月16日，朝鲜方打电话给逃命归来的渔民，说17日没有收到人民币就将人质杀死。
2012年5月20日，朝鲜方宣布已经释放中国人质。
2012年5月21日，朝鲜释放的中国人质全部回到家乡，船上物品都被洗劫一空，所有成员遍体鳞伤，渔民向记者媒体哭诉在朝鲜的遭遇，并且讲述了被朝方军方多次殴打的经历。
2012年5月22日，被放回的中国渔民向记者媒体表示他们在朝鲜备受朝鲜士兵的折磨：“扇大嘴巴，用拳头打，用枪托子打，用棒子打。走慢了打，说话也打。”当朝鲜士兵得知放回中国渔民没有交付赎金时，他们说“你们不交钱，中国人不友好”，甚至朝鲜士兵把中华人民共和国国旗五星红旗拿过去当抹布擦桌子。

## 各方反应

### 政府

#### 中华人民共和国
2012年5月16日，中華人民共和国外交部发言人洪磊说：“有关渔船被扣应属渔业案件，中方正在进一步核实情况，并与朝方保持密切沟通，争取有关问题尽早得到妥善解决。”
2012年5月17日，中华人民共和国外交部发言人洪磊说：“中方正通过有关渠道与朝方保持密切沟通，争取有关问题尽早得到妥善解决。中方要求朝方确保中国船员安全与合法权益。”

#### 
2012年5月17日，朝鲜驻中国大使馆的官员回答记者问时说：“不知情，上网才知道”。
2012年5月18日，朝鲜民主主义人民共和国告诉中国政府抓扣中国渔民的原因是：“中国渔船越界进行非法捕捞，且只扣留一艘渔船。”
2012年5月20日，朝鲜驻中国大使馆的官员向中华人民共和国官方媒体《环球时报》讲话说：“朝中不应该发生这件事”，并宣称“两国关系很重要”。
2012年5月22日，朝鲜外务省官员向《环球时报》讲话：“中朝友好关系由来已久，朝方肯定会在中朝友好关系基础上处理该事件的善后工作。”《环球时报》并没有讲明事情真相，而将报道的重点放在说是美国媒体和欧洲媒体挑唆中国和朝鲜关系。

### 社会

#### 中华人民共和国
辽宁省的热心人士经过船长和朝鲜方通话记录查明，朝方电话所在地位于中国丹东市，因此辽宁省人民怀疑是丹东黑社会和朝鲜军方合作劫持中国渔船。
凤凰卫视采访匿名朝鲜问题专家说：“朝鲜人现在认为中国软弱，随便你怎么欺负。”
香港著名时事评论家阮次山在凤凰卫视《新闻今日谈》中表示，朝鲜要向中国人民道歉和赔偿渔民的损失：“我们觉得要不然就朝鲜欠我们一个说法，你不能稀里糊涂就放人，你这个底下的这些人你怎么处置，你抓错我，你给我道歉，何况我的三艘渔船上面，所有财务、粮食被洗劫一空，你怎么个说法，不但是我们没有必要给你付赎金，你要赔偿我们，我们的人民生命财产安全，要给我们一个说法，所以在这个时候我觉得朝鲜不说我们不能不说，我们有关当局必须要，我们向外表示，我们必须要向外面说清楚，就这20几个船员是怎么被捕。”
凤凰卫视主持人吕思宁表示：“我们想知道这次抓捕中国渔民，勒索赎金，并且虐待殴打人质的朝鲜快艇，他们到底是朝鲜军人还是朝鲜的黑社会，朝鲜这样的伟大国家又怎么能有黑社会呢？如果对方是海盗，就按照海盗方式去处理，如果不是海盗，怎么所作所为都是跟海盗劫匪一般呢。” 同时吕思宁指出，“金正恩应严惩劫持事件肇事者，给中国人民一个交代。”
凤凰卫视时事评论家杜平表示朝鲜侵犯中国领海主权，而由于中国共产党和朝鲜劳动党的特殊关系，以往类似事情都不了了之：“朝鲜方面就是擅自在中国的海域或者中国的专属经济区逮捕，做出这样的事情的话应该是非常的严重的事情。如果过去有的话，那么这个事情应该作为一个起点，中方应该跟朝鲜方面就着海事问题进行磋商，但是我们目前为止就是说好像这个事情给人家感觉很有可能像过去那样的话，就不了了之。因为涉及到中朝之间比较特殊的关系，所以很多的事情又不能公开的讨论，然后很多的事情又只能摆在桌面底下进行悄悄的磋商，所以这个事情如果说悄悄的外交能够使这样的事情得到圆满的结束，而且会避免将来发生类似的事件的话，那当然是非常好的。”
2012年5月25日，凤凰卫视负责朝鲜军方劫持中国渔船报道的记者在的凤凰网博客上专文《獨家講述：朝鮮扣押中國漁民事件內幕14天》写出事件中一些不为人知的隐情，指出中华人民共和国政府故意不让事件真相曝光：“我相繼接到了來自北京和香港的指示，說上面某部已經要求鳳凰停止報道被扣漁民事件，因此在我的新聞講述，也只能到此為止，我覺得這起大的新聞事件只讓公眾看到了開頭和事件發展，正是津津有味的時候，卻不得不戛然而止，很是遺憾。”